# Parco archeologico di Castelseprio
Il Parco archeologico dell'antica Castel Seprio (Castel Sevar  in varesotto e Castel Sever in lombardo e milanese) è costituito dai ruderi dell'omonimo insediamento fortificato e del suo borgo, nonché dalla poco distante chiesa di Santa Maria foris portas. Allo stesso insediamento appartiene il monastero di Torba,  gestito dal FAI. Il parco è stato istituito negli anni 1950 in conseguenza alla riscoperta del sito da parte di Gian Piero Bognetti. È stato dichiarato Patrimonio dell'umanità dall'UNESCO il 26 giugno 2011 come parte del sito seriale Longobardi in Italia: i luoghi del potere.

## Storia

### Età antica
Gli scavi hanno evidenziato una frequentazione del luogo a partire dall'età pre- e protostorica, con una necropoli dell'Età del ferro di matrice insubre presso la chiesa di San Maria foris portas. La fondazione del castrum Sibrium sembra risalire al IV-V secolo in relazione a una linea difensiva contro le grandi migrazioni di popoli germanici. Il luogo si trovava inoltre all'incrocio dei fascio di strade della direttrice Como-Novara.

### Alto medioevo
Durante l'età bizantina e longobarda, Castel Seprio viene ricordato come civitas, cioè come centro di un ampio distretto territoriale. Tarde fonti medievali, come Geografo Guidone e l'Anonimo Ravennate, riportano il nome Sibrie e Sibrium. In età carolingia, si costituì il contado del Seprio.

### Basso medioevo
Tra il 1285 e il 1287 l'insediamento venne completamente raso al suolo a opera dei milanesi durante la lotta contro i Torriani. L'arcivescovo di Milano Ottone Visconti ne decretò il perpetuo abbandono, a eccezione delle chiese, che vennero officiate fino al XVII secolo.

L'interesse degli eruditi milanesi per questo luogo storico si fece vivo sin dal XIV secolo: nel 1339 Galvano Fiamma cita che nel monastero di Torba fu rinvenuta la tomba di un re longobardo. Nel XV secolo fu Ciriaco Pizzicolli a effettuare la trascrizione di alcune lapidi romane inserite nelle murature superstiti.

### Età moderna
Nel 1541 lo studioso e presbitero Bonaventura Castiglioni nella sua Gallorum Insubrium antiquae sedes è il primo a documentare una descrizione dei ruderi.

### Età contemporanea
Nel 1809 il nobile Parochetti di Gornate Olona demolì i ruderi di una casa-torre per cavarne materiale edile e scoprì lapidi e vestigia gallo-romane.
Su tale spunto, la famiglia milanese degli Archinto, collezionisti di antichità, acquistarono l'area e delegarono lo studioso Corbellini di estrarne resti.
Nel 1944 Gian Piero Bognetti scoprì e rese pubbliche le pitture della chiesa di Santa Maria foris portas, che al tempo era diventata un magazzino agricolo.
Tra il 1946 e il 1947 ebbero inizio le prime indagini archeologiche sistematiche sotto il controllo delle Soprintendenze alle Antichità e ai Monumenti, in collaborazione col museo di Varese. Direttore era lo storico Mario Bertolone.
Da allora, diverse furono le campagne di scavo:
- 1954-1958, in cui riapparvero alcuni complessi religiosi e le cinte turrite;
- 1962-1963, detta dei polacchi, poiché affidata all'Istituto di Cultura Materiale di Varsavia;
- 1965-1973, eseguita dalla Soprintendenza Archeologica con la Società Gallaratese di Storia Patria;
- 1977-1979, dell'Istituto di Archeologia dell'Università Cattolica di Milano per conto della Soprintendenza Archeologica della Lombardia con contributi del CNR.

Nel 2009 è stato inaugurato un Antiquarium all'interno del Parco.

## Monumenti

### Ilcastrum

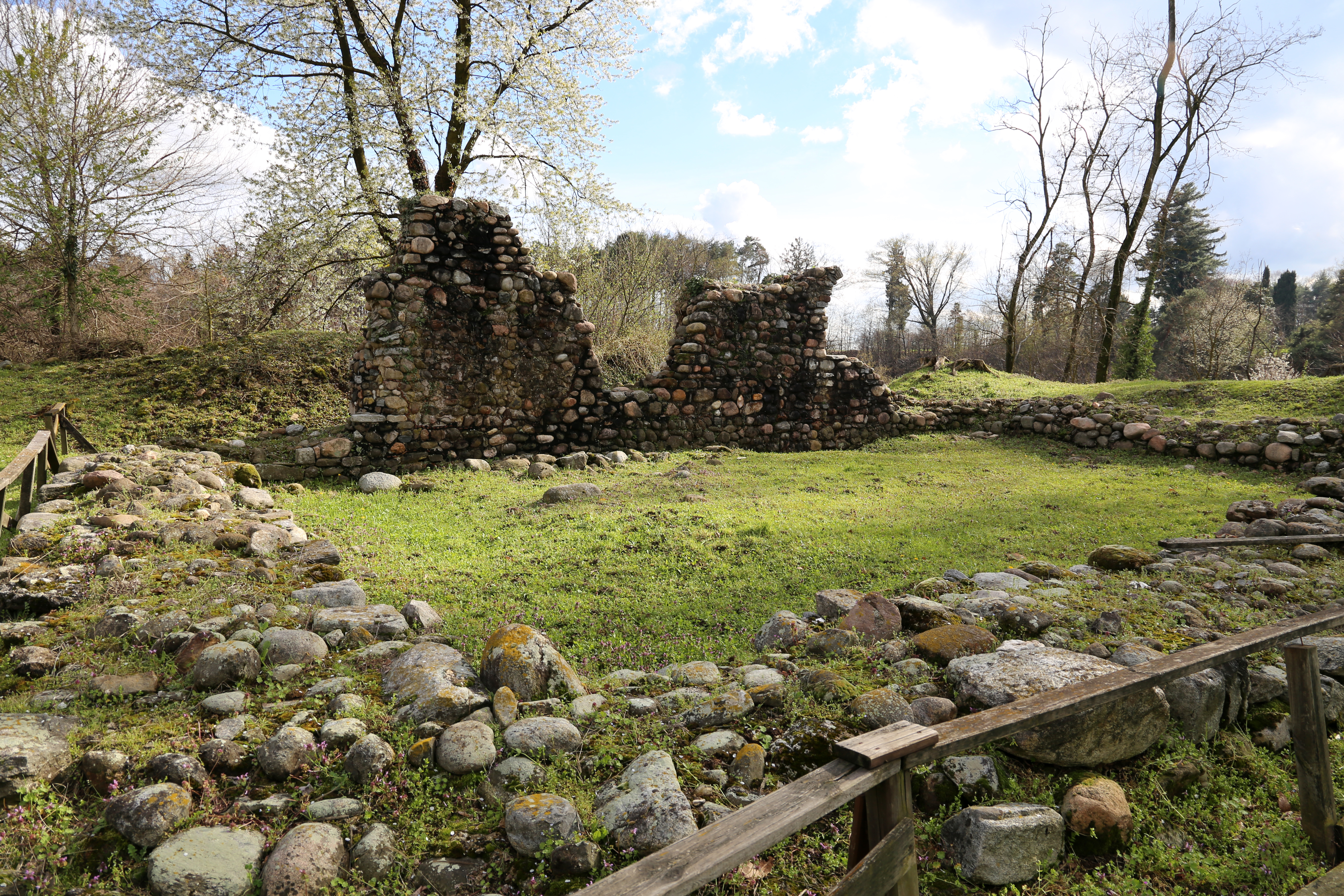
La casaforte

Le costruzioni presenti sul pianoro sono a carattere militare (ponte e torrione d'ingresso, mura di cinta turrite, torri difensive e una casaforte), civile (case di abitazione, pozzi, cisterne) e religioso.
Le mura, spesse quasi 2 m e sorrette da archi sostenuti da pilastri, mettevano in collegamento il castrum alla torre del monastero di Torba, dove oggi sono ancora ben visibili.

### Il complesso basilicale di S. Giovanni Evangelista
La grande basilica, a pianta rettangolare, era divisa in tre navate (V secolo). In un secondo momento venne arricchita da un'abside centrale e in seguito da un'absidiola. Girando attorno al luogo di culto si trovano i resti di una grande cisterna, di un ambiente ristretto (forse una sacrestia), il basamento di una torre campanaria e una zona cimiteriale, di cui si conservano solo un paio di lastre tombali longobarde.
Il battistero è un edificio a pianta ottagonale che in origine aveva una piccola abside. Al suo interno si conservano due vasche battesimali. Può essere databile al V secolo.

### La chiesa di S. Paolo

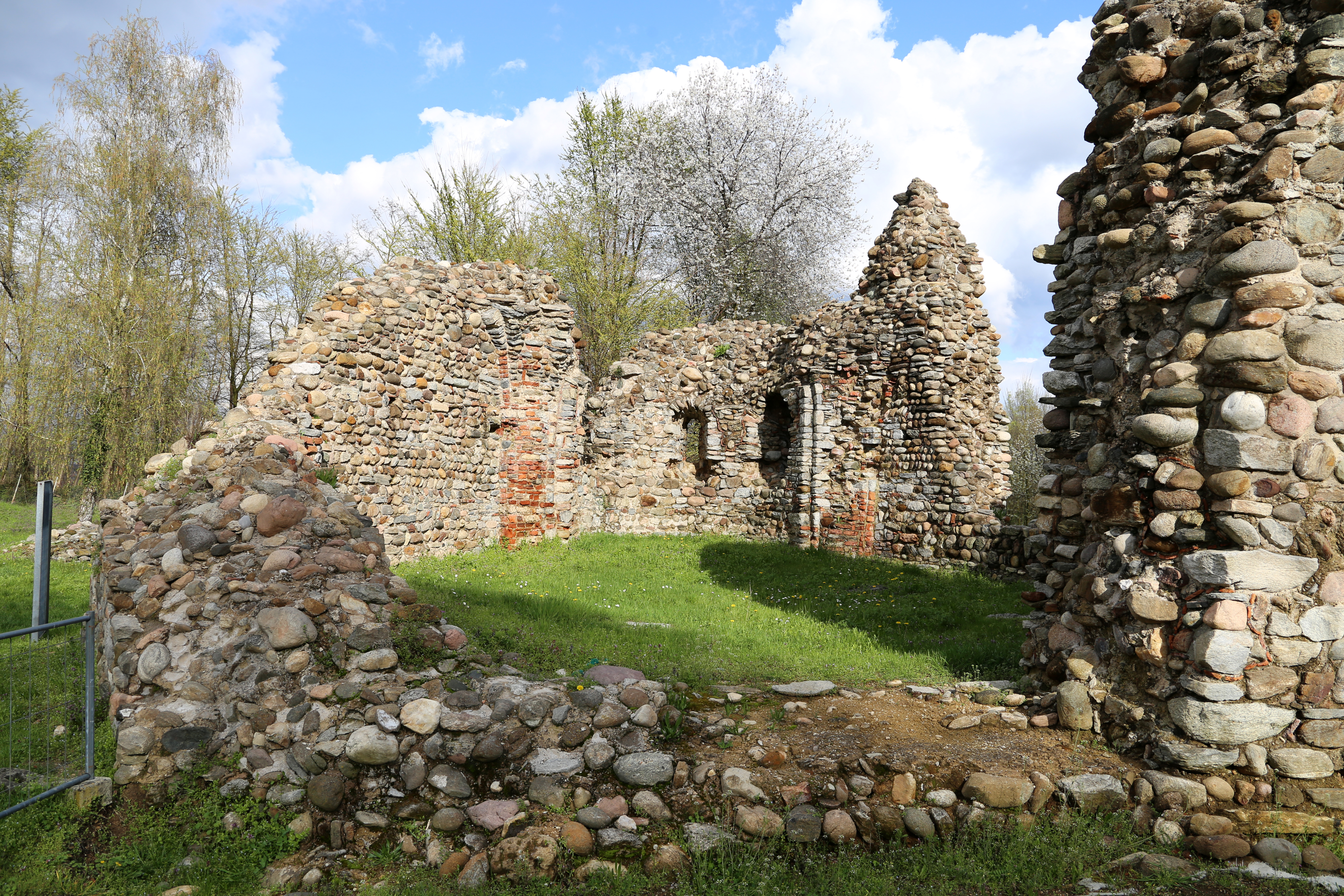
Resti della chiesa di San Paolo

Piccola chiesa a pianta esagonale, dotata di abside, ambulacro e loggiato. Probabilmente di età romanica.

### La cascina-convento di S. Giovanni

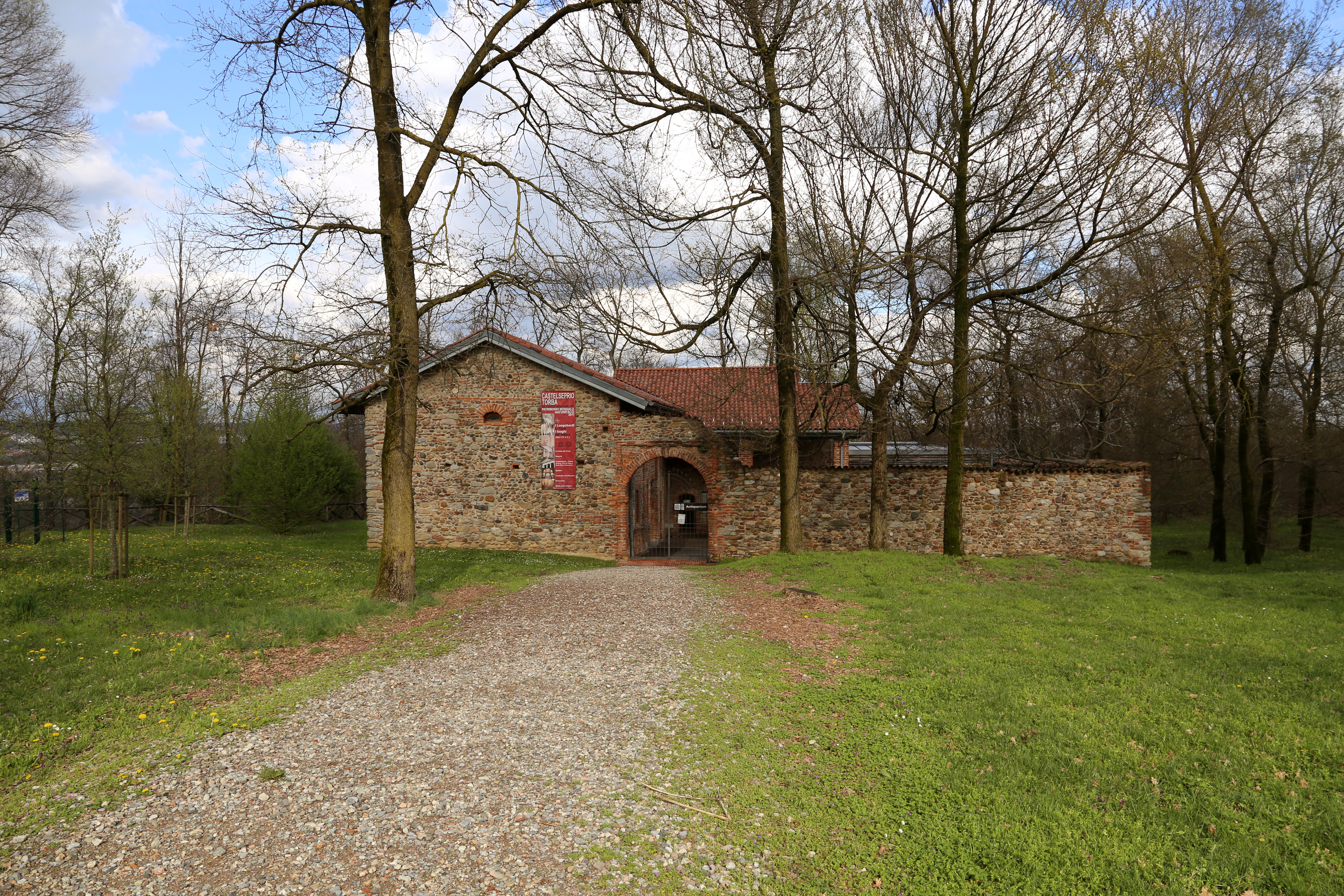
Cascina S. Giovanni, lAntiquarium

Il piccolo monastero a corte, forse costruito nel XIV secolo, ospitava una comunità regolare. All'interno le pareti dell'oratorio conservano affreschi tardorinascimentali e seicenteschi. L'Antiquarium, recentemente allestito, espone materiali che illustrano i primi insediamenti preistorici, la vita del castrum dalla sua fondazione in età tardoromana, attraverso il momento di fioritura nell'alto medioevo, sino alla distruzione ed oltre. Tra i reperti spiccano i resti di decorazione ad affresco recuperati negli interventi archeologici all'interno degli edifici di culto e la ceramica rinascimentale emersa nel corso degli scavi dello stesso edificio.

### Il borgo
La zona dell'abitato si sviluppa a occidente del castrum. Di questo borgo oggi rimangono una serie di resti parzialmente affioranti e ricoperti dalla boscaglia. Le fonti ricordano fossati, porte, una piazza e qualche edificio, tra cui, probabilmente, una chiesa dedicata a S. Lorenzo.

### La chiesa di Santa Maria foris portas

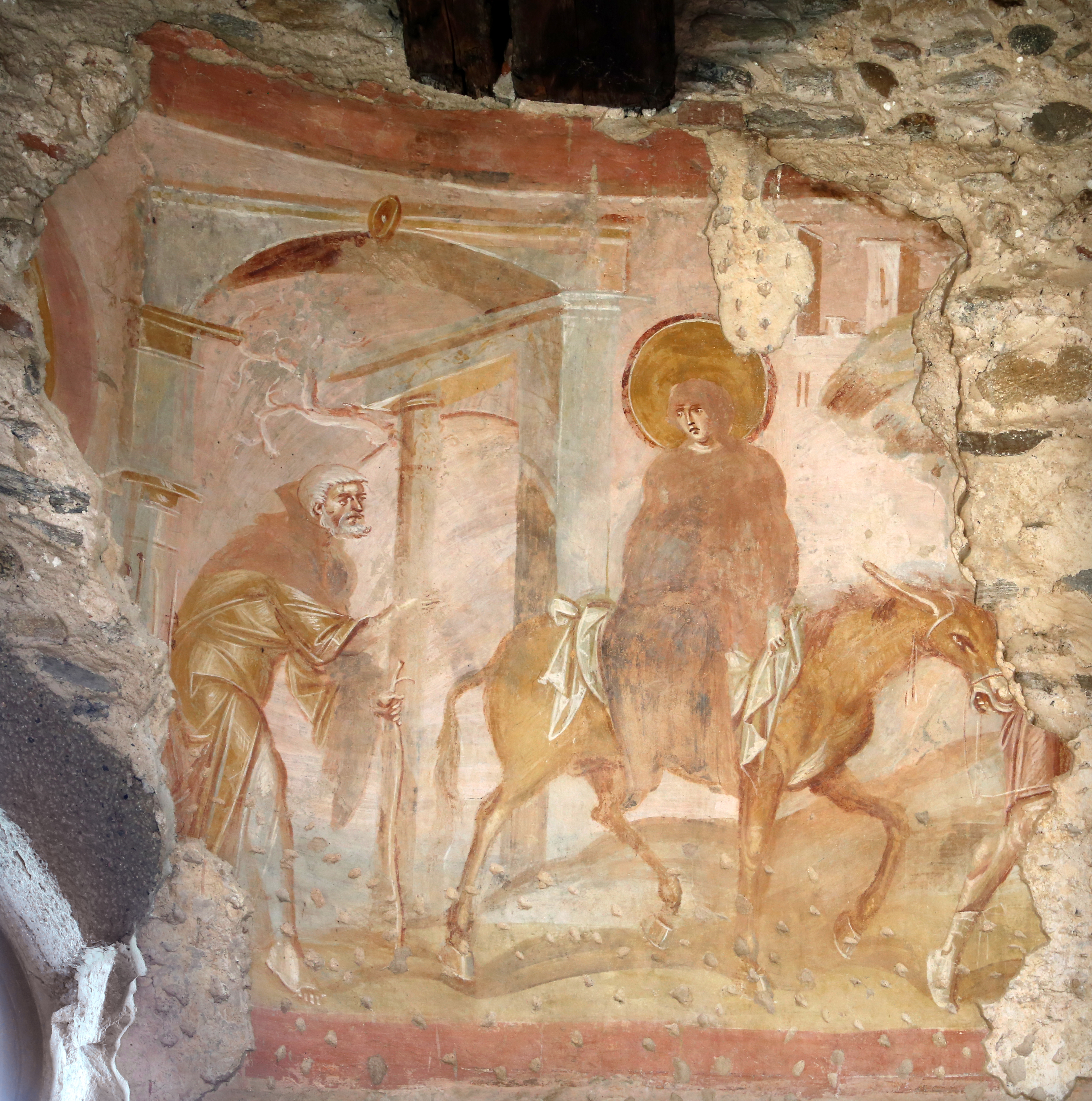
Viaggio a Betlemme

La piccola chiesa, a pianta triconca, racchiude nell'abside un prezioso ciclo pittorico che raffigura le Storie dell'Infanzia di Cristo, ispirate ai Vangeli apocrifi.
Il tema è antiariano, volto a sostenere la tesi dell'unicità della natura umana e divina del Cristo.
La datazione degli affreschi è problematica e oscilla tra la fine del VI e il IX secolo.
Si è soliti fissare il 948 come termine ante quem in quanto un'iscrizione graffita cita Arderico, che fu vescovo di Milano dal 936 al 948